# 성남여자고등학교
성남여자고등학교(城南女子高等學校)는 대한민국 경기도 성남시 중원구 성남동에 있는 공립 고등학교이다.

## 학교 연혁
- 1971년 12월 3일 : 성남여고 9학급 인가
- 1972년 3월 1일 : 현 대일초등학교인 성남여중에서 개교(신입생 3학급 180명 입학)
- 1972년 3월 10일 : 초대 최병익 교장 취임
- 1974년 3월 1일 : 성남여중과 분리, 현교사로 이전
- 1975년 2월 25일 : 제1회 졸업식(170명)
- 2023년 9월 1일 : 제20대 이인숙 교장 취임
- 2024년 1월 8일 : 제50회 졸업식(191명)
- 2024년 3월 4일 : 9학급 입학생 208명

## 참고 자료
- 성남여자고등학교 - 한국교육학술정보원 학교알리미